# Guitar Slim
Guitar Slim, vlastním jménem Eddie Jones (10. prosince 1926 – 7. února 1959) byl americký bluesový kytarista a zpěvák. Jeho matka zemřela, když mu bylo pět let a ujala se jej babička; většinu svého dětství strávil prací na bavlníkových plantážích. Svůj největší hit „The Things That I Used to Do“ vydal v roce 1953; singl se umístil na předních místech R&B hitparády a v žebříčku zůstal po dobu 42. týdnů. V pozdějších letech tuto píseň nahráli například Jimi Hendrix, Buddy Guy nebo Stevie Ray Vaughan. Guitar Slim zemřel na zápal plic ve svých dvaatřiceti letech. V roce 2007 byl uveden do Blues Hall of Fame.